# Stazione di Les Arenes
La stazione di Les Arenes, o semplicemente stazione di Arenas, era una stazione della ferrovia Valencia-Pont de Fusta-Grao. Attiva tra il 1892 e il 1990, la stazione venne chiusa contemporaneamente alla trasformazione della linea ferroviaria in linea tranviaria.
Con la realizzazione della tranvia, sullo stesso luogo, è stata realizzata una banchina in funzione dal 21 maggio 1994 per le linee metrotranviarie 4 e 6 dell'operatore Metrovalencia.